# Crisi del Mar Roig
La crisi del Mar Roig va començar el 19 d'octubre de 2023, quan el moviment Houthi recolzat per l'Iran al Iemen va llançar míssils i drons armats contra Israel, exigint la fi de la invasió de la Franja de Gaza. Des de llavors, els huthis s'han apoderat i han llançat atacs aeris contra desenes de vaixells mercants i navals al Mar Roig, provocant centenars d'atacs aeris contra llocs de míssils i altres objectius per part de les forces nord-americanes i aliades. La crisi està relacionada amb la guerra de Gaza, el conflicte de proxy Iran-Israel, el conflicte de proxy Iran-Estats Units i la crisi del Iemen.

## Antecedents
La crisi iemenita va començar amb la revolució del 2011-2012 contra el president Ali Abdullah Saleh, que havia dirigit el Iemen durant 33 anys. Després que Saleh deixés el càrrec a principis del 2012 com a part d'un acord entre el govern iemenita i els grups de l'oposició, el govern liderat per l'exvicepresident de Saleh, Abdrabbuh Mansur Hadi, va lluitar per unir el fracturat panorama polític del país i defensar les amenaces d'Al-Qaeda a la península Aràbiga i militants houthi que feia anys que duien a terme una insurrecció prolongada al nord.
L'ONU va negociar una treva nacional de dos mesos el 2 d'abril de 2022 entre les parts en guerra del Iemen, que va permetre que les importacions de combustible a les zones controlades pels houthis i alguns vols operar des de l'aeroport internacional de Sanaa a Jordània i Egipte. El 7 d'abril de 2022, el govern de Hadi es va dissoldre i el Consell de Lideratge Presidencial (PLC) encapçalat per Rashad al-Alimi va prendre el comandament de la República del Iemen, incorporant el Consell de Transició del Sud al seu nou govern. L'ONU va anunciar el 2 de juny de 2022 que la treva nacional s'havia prorrogat encara dos mesos.

## El conflicte
Com a conseqüència de la Guerra entre Israel i Hamàs, el 31 d'octubre de 2023 els huthis van declarar la guerra a Israel. Van imposar un bloqueig naval a la mar Roja, on van arribar a disparar un míssil balístic contra Elat, al sud d'Israel. Encara que els huthis van dir que només atacarien vaixells vinculats a Israel, els Estats Units o el Regne Unit, han atacat indiscriminadament els vaixells de moltes nacions. Entre octubre de 2023 i març de 2024, els huthis van atacar vaixells al Mar Roig en més de seixanta ocasions, i per evitar els atacs, centenars de vaixells comercials han estat redirigits per navegar per Sud-àfrica.
Els Estats Units van organitzar l'Operació Guardià de la Prosperitat per a garantir la seguretat i la llibertat de navegació al Mar Roig per la via militar integrada inicialment pels Estats Units, Regne Unit, França, Espanya, Itàlia, Països Baixos, Canadà, Noruega, Bahrain i Seychelles.
Una munició rondadora va impactar al centre de Tel-Aviv el 19 de juliol matant un resident en una zona amb hotels quals acullen els desplaçats de la frontera nord d'Israel amb el Líban, i una oficina de l'ambaixada dels Estats Units també és a prop del lloc de l'atac.
Els Estats Units, el Regne Unit i Israel per la seva banda van atacar repetidament les instal·lacions del port d'al-Hudayda, controlada pels huthis, en operacions conjuntes.
L'endemà que els huthis llancessin un míssil balístic contra Tel-Aviv, el 29 de setembre de 2024, Israel va llançar com a resposta un atac a gran escala amb dotzenes d'caces, avions d'abastament i avions espia, contra els ports d'Al Hudaydah i Ras Isa, a uns 1.800 km d'Israel, causant importants danys a les instal·lacions portuàries i a les centrals generadores d'energia.
El 15 març de 2025 els Estats Units van llançar una gran campanya d'atacs aeris i navals contra sistemes de radar, defenses aèries i llocs de llançament balístics i de drons utilitzats pels huthis per atacar vaixells comercials i vaixells navals al Mar Roig i al Golf d'Aden. El 30 d'abril de 2025, el Regne Unit es va unir als Estats Units per dur a terme atacs contra objectius dels houthis.
El 5 de maig de 2025, l'endemà que els huthis llancessin un míssil balístic que va impactar a un aparcament de l'aeroport de Tel-Aviv, 20 avions de caça israelians van llançar com a resposta una sèrie d'atacs contra el port d'Al-Hudayda i una fàbrica de ciment propera, i el 6 de maig a l'aeroport principal de Sanaa i diverses centrals elèctriques importants a la zona de Sanaa.
Durant la guerra entre l'Iran i Israel els huthis van llençar míssils balístics sobre Israel en coordinació amb Iran, i el 14 de juny les FDI van declarar que havien atacat Muhàmmad al-Ghamari, el cap d'estat major de la facció pro-houthi de les Forces Armades del Iemen, i els mitjans de comunicació van informar que va ser atacat mentre es reunia amb altres oficials houthis.